# Pozorrubio
Pozorrubio (voorheen: Pozzorubio) is een gemeente in de Filipijnse provincie Pangasinan op het eiland Luzon. Bij de laatste census in 2007 had de gemeente bijna 64 duizend inwoners.

## Geografie

### Bestuurlijke indeling
Pozorrubio is onderverdeeld in de volgende 34 barangays:
| - Alipangpang - Amagbagan - Balacag - Banding - Bantugan - Batakil - Bobonan - Buneg - Cablong - Casanfernandoan - Castaño - Dilan | - Don Benito - Haway - Imbalbalatong - Inoman - Laoac - Maambal - Malasin - Malokiat - Manaol - Nama - Nantangalan | - Palacpalac - Palguyod - Poblacion I - Poblacion II - Poblacion III - Poblacion IV - Rosario - Sugcong - Talogtog - Tulnac - Villegas |

### Topografie en landschap
Pozorrubio ligt in het noordoosten van de provincie Pangasinan, op zo'n 200 km van Manilla, omringd door de gemeenten Sison, Binalonan, Manaoag, San Jacinto en San Fabian gezien vanaf het noorden en met de klok mee. De totale landoppervlakte van de gemeente is 74,4 km².
De gemeente ligt op zo'n 100 tot 160 meter boven zeeniveau en heeft een vrij vlak terrein met alleen in het oosten en noordoosten wat heuvels.

## Demografie
Pozorrubio had bij de census van 2007 een inwoneraantal van 63.689 mensen. Dit zijn 5.437 mensen (9,3%) meer dan bij de vorige census van 2000. De gemiddelde jaarlijkse groei komt daarmee uit op 1,24%, hetgeen lager is dan het landelijk jaarlijks gemiddelde over deze periode (2,04%).

## Economie

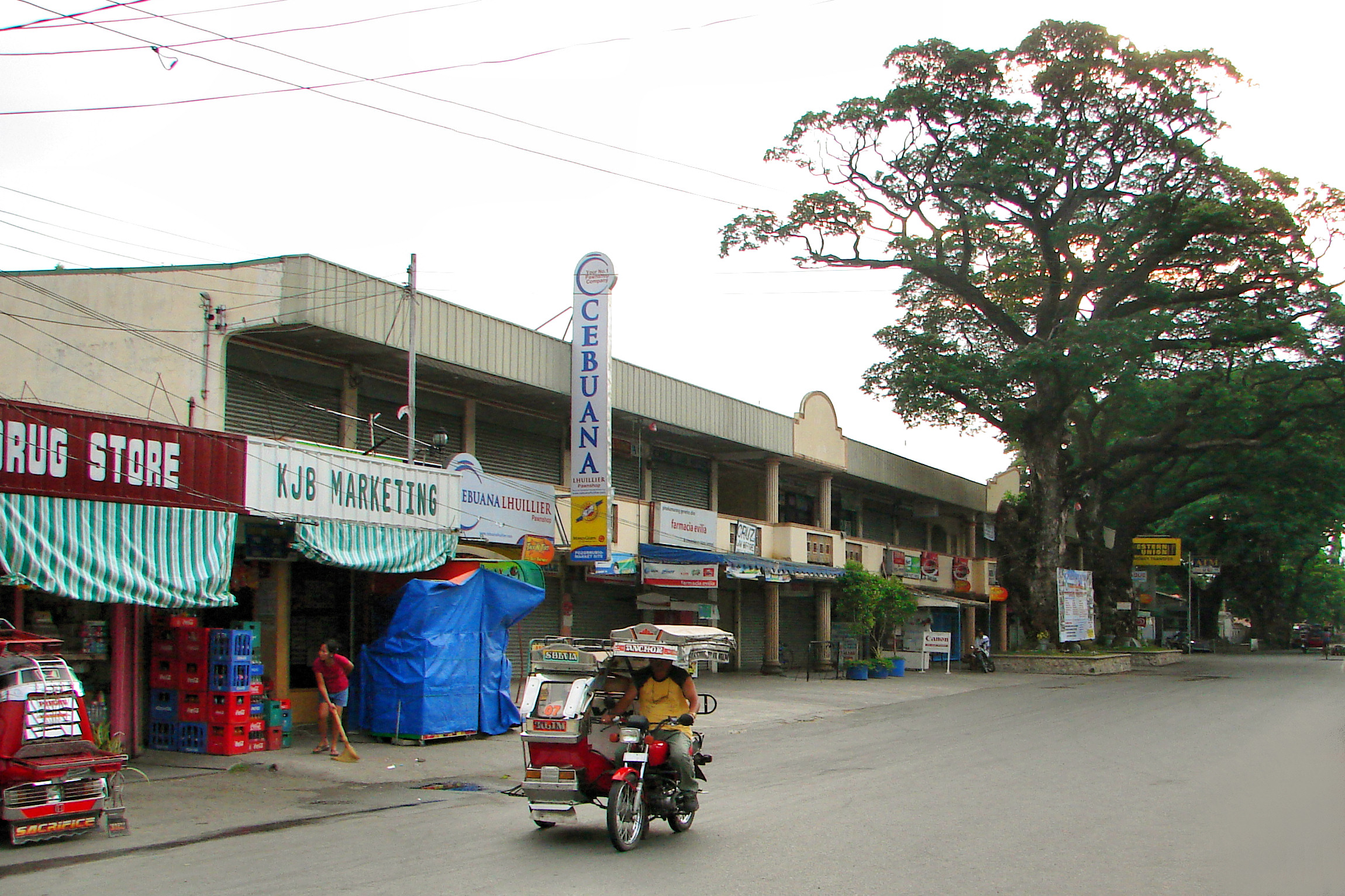
Markt

Belangrijke sectoren van de lokale economie zijn zoals in zo veel gemeenten van de Filipijnen de landbouw en de visserij. Veel voorkomende producten van Pozorrubio zijn graan, suiker en vis. Een andere belangrijke pijler waarop de lokale economie rust zijn de vele inwoners die naar andere landen trekken om daar geld te gaan verdienen als bijvoorbeeld zeeman, huishoudster of verpleegster. Veel van het door hen verdiende inkomen komt uiteindelijk weer terug in de economie van Pozorrubio.